# Station Bratislava-Petržalka
Het station Bratislava-Petržalka (Slowaaks: Železničná stanica Bratislava-Petržalka) is een spoorwegstation in Bratislava, gelegen in het stadsdeel Petržalka tussen de Kopčianská-straat en de Panónska cesta. Het ligt op een afstand van ongeveer 4 kilometer ten zuiden van het centraal station Bratislava hlavná stanica, aan de overkant van de Donau.

## Geschiedenis
De eerste spoorweghalte in Petržalka werd gebouwd in 1897. Zowat een eeuw later, in de jaren 1990, werd een nieuw stationsgebouw opgetrokken. Dit is via een wandel- en fietsroute Petržalské korzo verbonden met het stadscentrum.
Tot december 2010 stopten hier internationale treinen naar Hongarije, Polen en Tsjechië, en was dit het vertrekpunt voor de Bombardier Talent-treinen naar Wenen en andere Oostenrijkse steden.
Het ligt in de bedoeling dit station deel te laten uitmaken van het Europese netwerk van hogesnelheidstreinen (TGV, enz.), dat Bratislava zal verbinden met bijvoorbeeld München en Parijs. 
Vanuit technisch oogpunt is deze spoorweginstelling interessant omdat ze beschikt over twee tractiesystemen:
- 25 kV / 50 Hz (Zuid-Slowakije), en
- 15 kV / 16,7 Hz (Oostenrijk).

## Treinen
In 2021 bestond het vervoersaanbod uit het volgende:
| Trein                  | Richting | Frequentie                                                      |
| ---------------------- | --- | --------------------------------------------------------------- |
| Osobný vlak (Os) S8    | Hegyeshalom - Rajka - Rusovce - Bratislava-Petržalka | 4 tot 5 treinen per dag                                         |
| Osobný vlak (Os) S65   | Bratislava-Petržalka - Bratislava-Nové Mesto - Železničná stanica Bratislava predmestie - Železničná stanica Bratislava-Vajnory - Ivanka pri Dunaji - Bernolákovo - Veľký Biel - Senec | 1 trein per uur (alleen op werkdagen)                           |
| Regional Express (Rex) | Bratislava-Petržalka - Kittsee - Pama - Parndorf - Wien Hauptbahnhof (- Šopron - Deutschkreutz)                                                                                        | 1 trein per uur (sectie Wenen-Deutschkreutz: 1 trein per 2 uur) |
| RailJet Express        | Bratislava hl. st. - Bratislava-Nové Mesto - Bratislava-Petržalka - Wien Hauptbahnhof - Linz - Innsbruck - Zürich                                                                      | 1 trein per dag                                                 |
| InterCity (IC)         | Košice - Kysak - Poprad-Tatry - Žilina - Trnava - Bratislava hl. st. - Bratislava-Nové Mesto - Bratislava-Petržalka - Wien Hauptbahnhof                                                | 1 trein per dag                                                 |

## Galerĳ

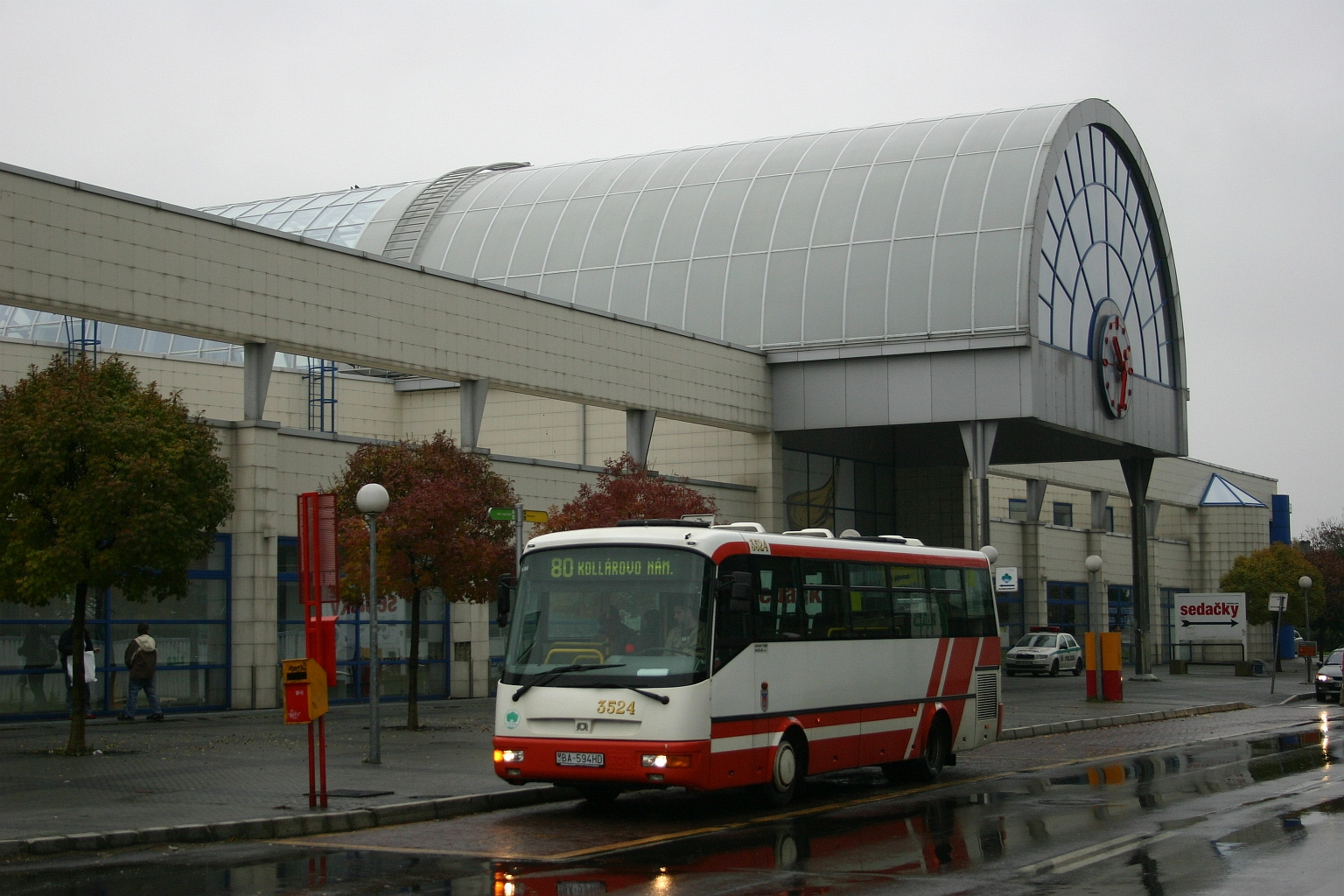
Zijaanzicht van het station
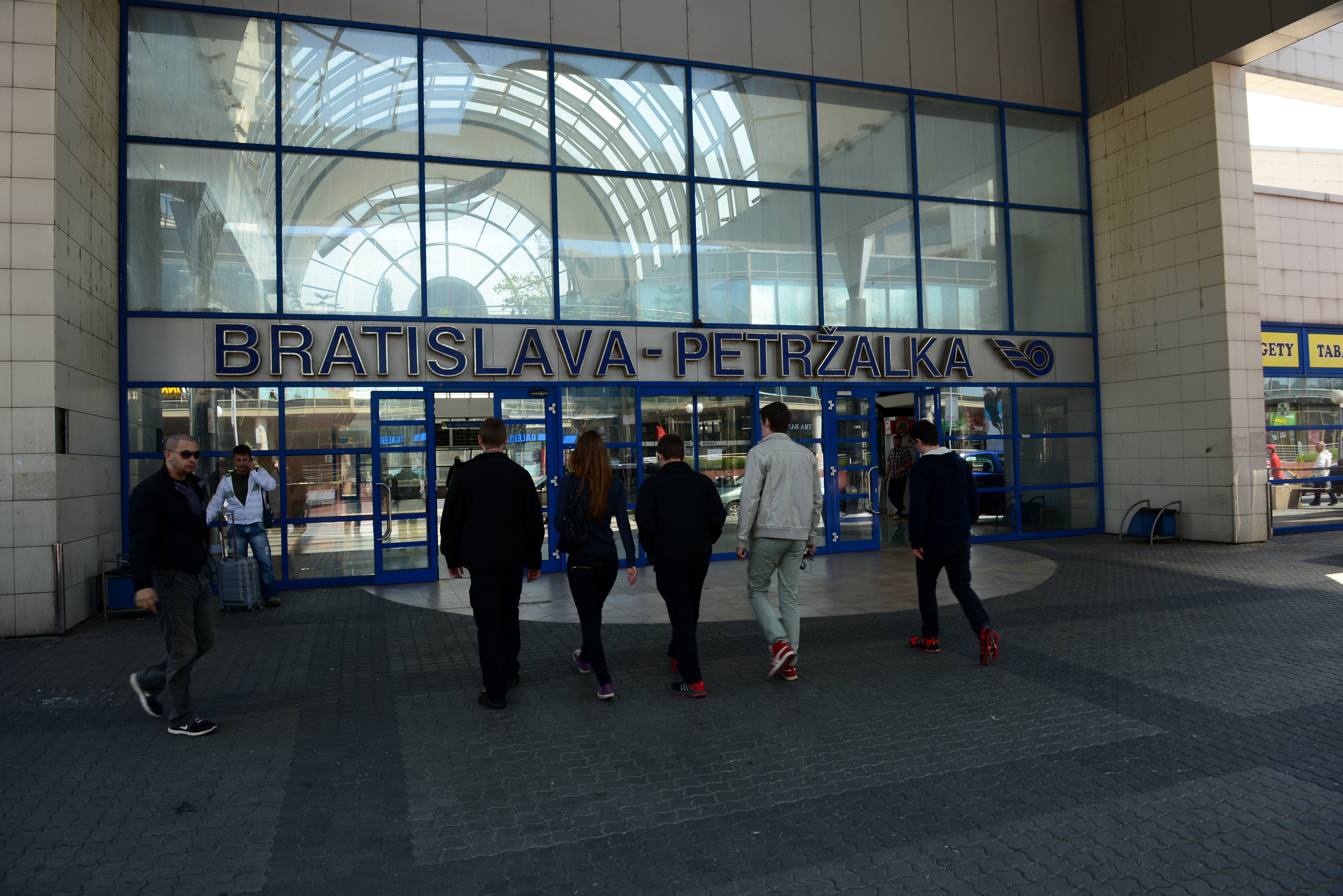
Hoofdingang
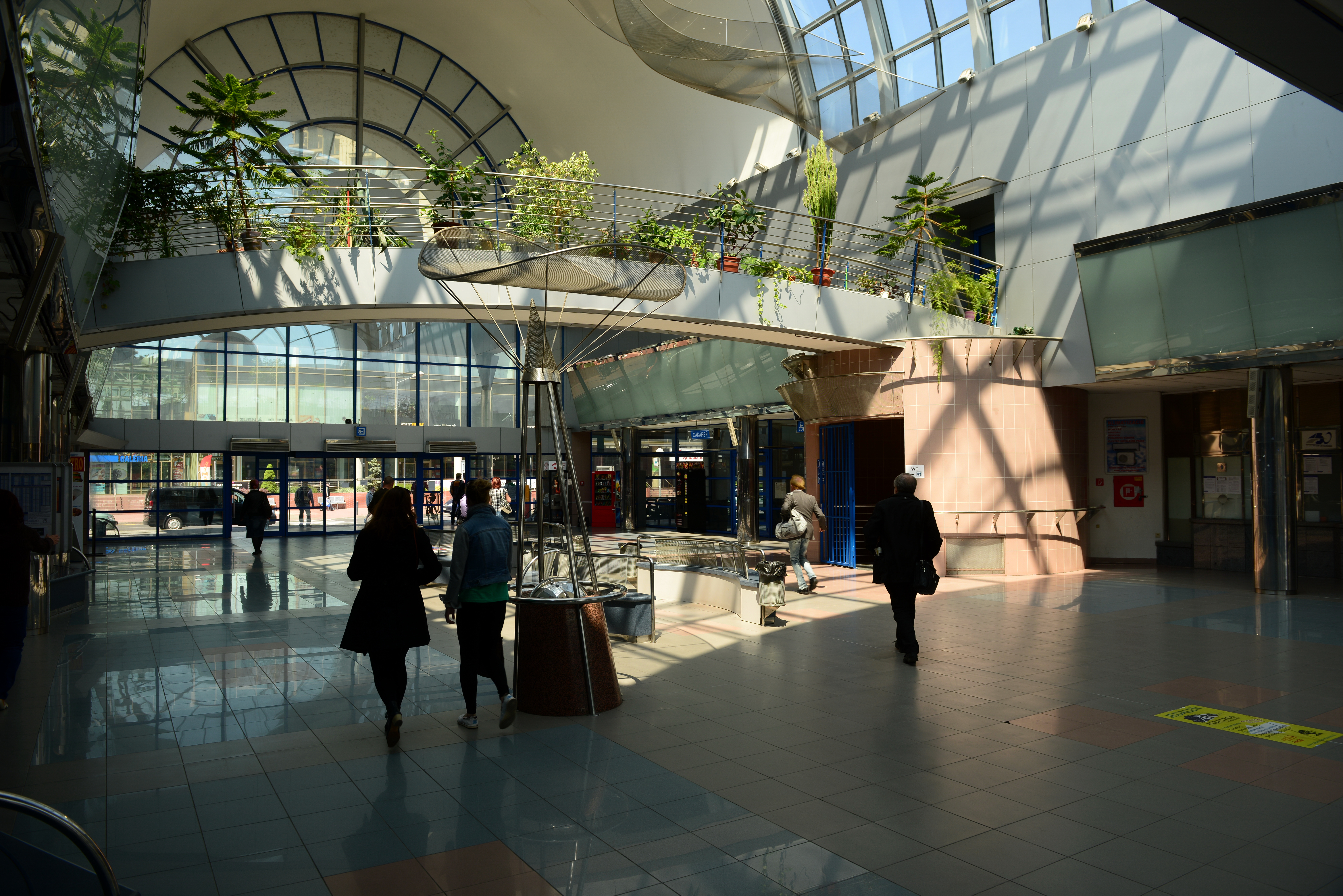
Interieur
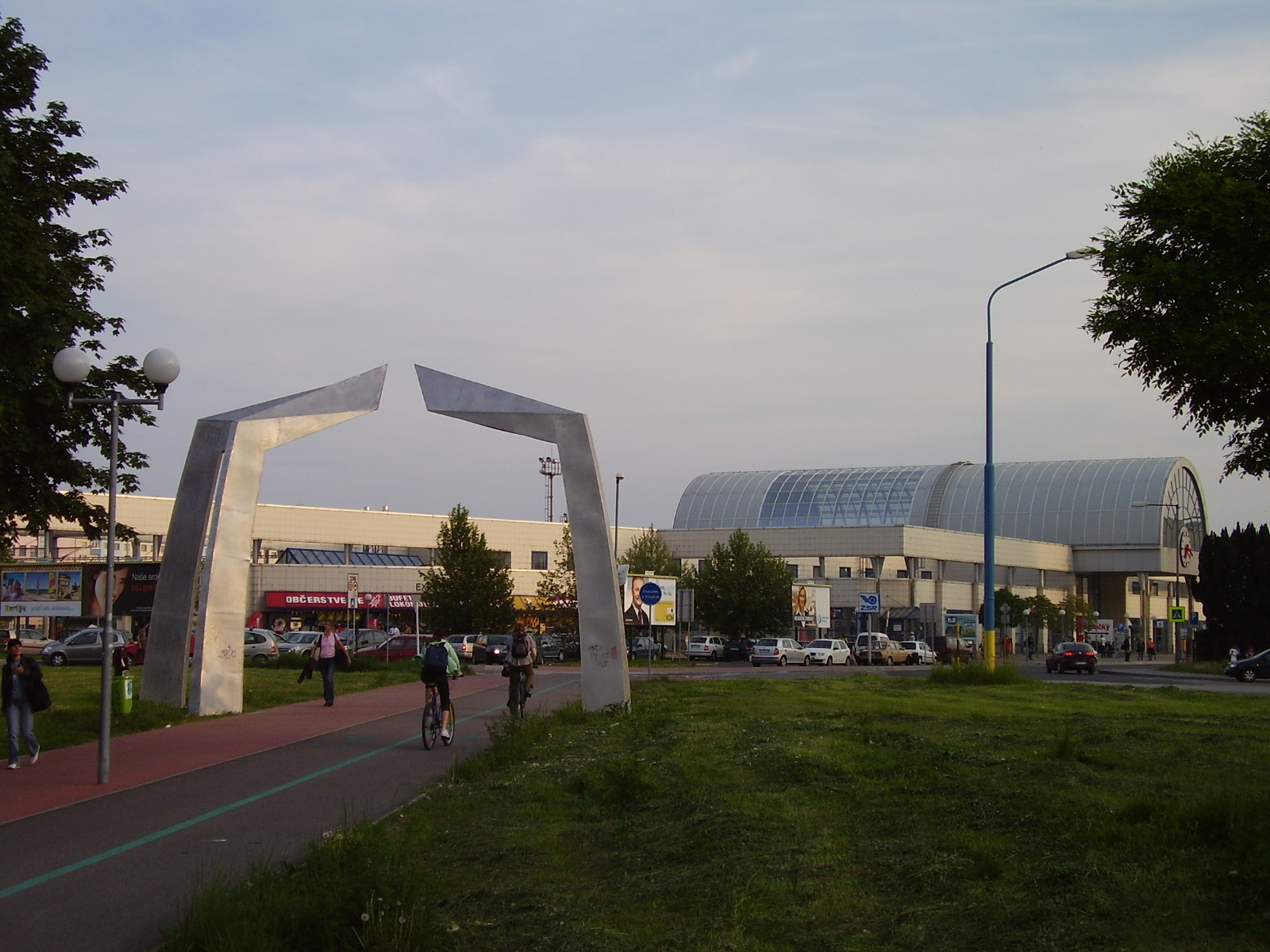
Het station; wandel- en fietspad
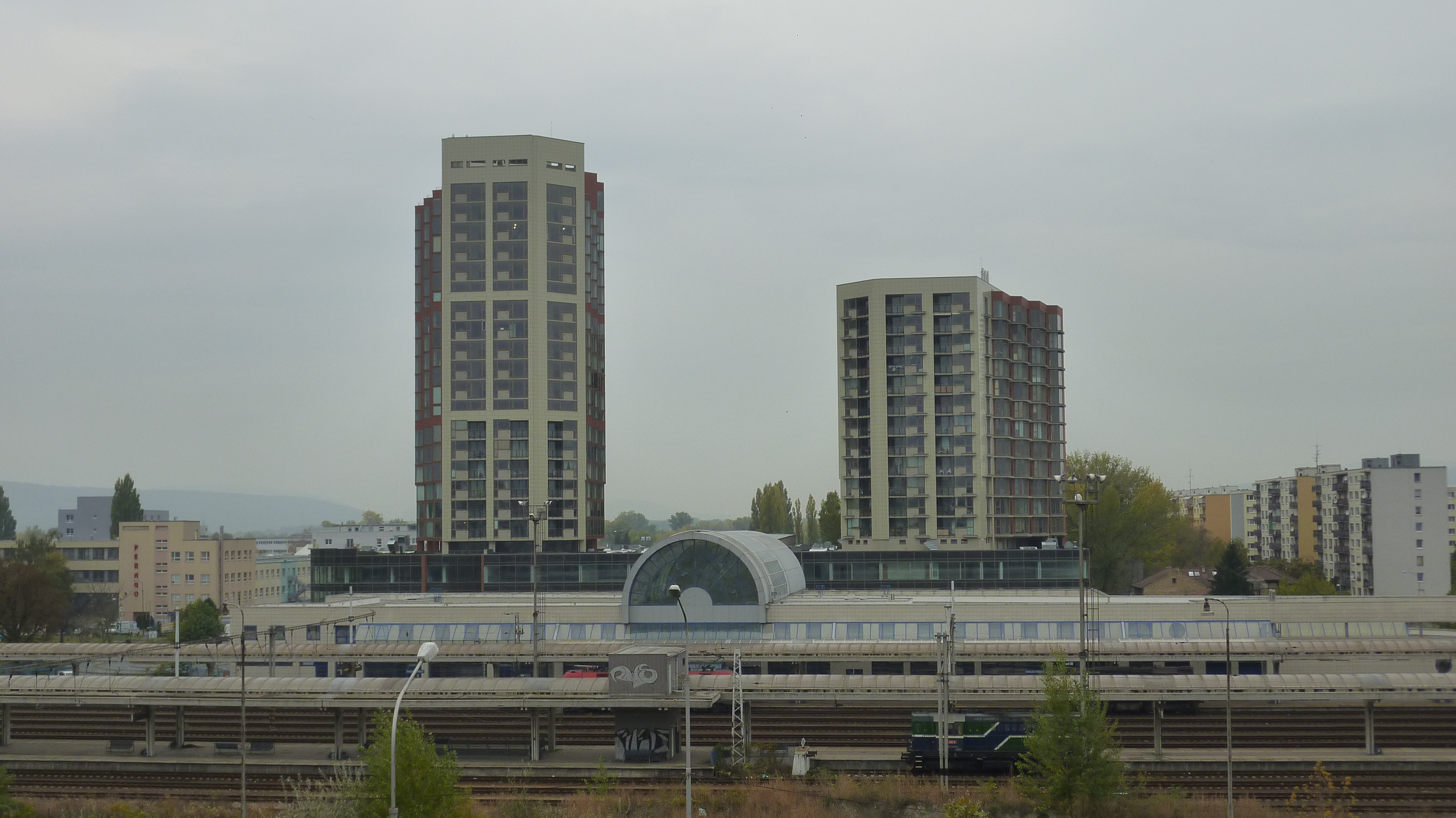
Vienna Gate: winkel- en wooncomplex

Tegenover de ingang van het station ligt het multifunctionele complex Vienna Gate ("Weense Poort"), bestaande uit twee torengebouwen met 22 verdiepingen. Het bestaat uit een winkelcentrum met een oppervlakte van 10.000 m², alsook appartementen.